# Mingtangquan
Il Mingtangquan (明堂拳, pugilato della stanza di luce) è uno stile di arti marziali cinesi della provincia di Hebei.
Secondo l'Istituto di Ricerca Nazionale sul Wushu  esso compare in una lista di quelli che sono considerati i principali tipi cinesi di pugilato.

## Origini
Esistono due versioni sull'origine di questa scuola: la prima colloca la sua fondazione a Cangxian sotto il regno di Xianfeng (1851-1862), per opera di Zhang Taihe (张太和) del villaggio Luzhuangzicun (吕庄子村); la seconda ne colloca la creazione a Cangzhou sotto il regno di Guangxu (1875-1909), per opera di Yan Qing (焉庆).

## Basi e sequenze
Alla base di questo stile vengono posti: San Ming (三明, cioè i movimenti delle mani, del busto e delle gambe) e San Zheng (三正, cioè la posizione delle mani, gli atteggiamenti del corpo e gli spostamenti).
I Tushou Taolu o forme a mano nuda sono: Liang tang mingtang jiazi (两趟明堂架子); Shi tang Luohanquan (十趟罗汉拳); Mingtangquan (明堂拳); Heihuquan (黑虎拳).
I Qixie Taolu o forme con armi sono: Mingtang dao (明堂刀); Mingtang qiang (明堂枪); Siji qiang (四季枪); Xiao ba qiang (小八枪); Shiba bianhua dao (十八变化刀); Chunqiu dadao (春秋大刀); liuxingchui (流星锤); ecc.
I Duilian o esercizi in coppia a mano nuda sono: Silu Duilian (四路对练); erlongxizhu (二龙戏珠).
I Duilian con le armi sono: shuangdao jin qiang (双刀进枪); dadao dui dandao (大刀对单刀); kongshou duo shuangdao (空手夺双刀); kongshou duo cha (空手夺叉); San bu qi (三不齐, un esercizio in cui un praticante è disarmato, uno impugna una sciabola e l'altro una lancia); ecc.